# 鼠ヶ関郵便局
鼠ヶ関郵便局（ねずがせきゆうびんきょく）は、山形県鶴岡市鼠ヶ関にある郵便局。民営化前の分類では集配特定郵便局であった（現在は集配機能を廃止）。

## 概要
住所：〒999-7126 山形県鶴岡市鼠ヶ関乙121-13

## 沿革
- 1872年（明治5年）旧7月 - 鼠ヶ関郵便取扱所として開設[1]。
- 1875年（明治8年）1月1日 - 鼠ヶ関郵便局（五等）となる[1]。
- 1885年（明治18年）10月1日 - 貯金預所開設[2]。
- 1886年（明治19年）4月26日 - 三等郵便局となる[3]。
- 1896年（明治29年）
  - 5月1日 - 郵便為替事務開始[4]。
  - 7月1日 - 小包郵便取扱開始[5]。
- 1899年（明治32年）4月1日 - 電信為替事務開始[6]。
- 1901年（明治34年）9月21日 - 鼠ヶ関郵便電信局（三等）となる[7]。
- 1903年（明治36年）4月1日 - 通信官署官制の施行に伴い鼠ヶ関郵便局（三等）となる[8]。
- 1910年（明治43年）12月11日 - 電話通話事務開始[9]。
- 1923年（大正12年）11月23日 - 陸羽西線（現・羽越本線）温海駅（現・あつみ温泉駅） - 鼠ケ関駅間開通に伴い鉄道郵便線路開通、その受渡局となる[10]。
- 1931年（昭和6年）12月16日 - 集配区内に大岩川郵便取扱所設置[11]。
- 1938年（昭和13年）7月1日 - 集配区内に小名部郵便取扱所設置[12]。
- 1939年（昭和14年）6月1日 - 電話事務開始[13]。
- 1940年（昭和15年）2月26日 - 電話交換業務開始[14]。
- 1963年（昭和38年）3月30日 - 郵便区内に小岩川簡易郵便局開局[15]。
- 1974年（昭和49年）6月26日 - 電話交換業務を温海電報電話局に移管[16]。
- 1976年（昭和51年）11月1日 - 郵便区内に早田簡易郵便局開局[17]。
- 1977年（昭和52年）5月 - 庁舎新築[18]。
- 1981年（昭和56年）3月2日 - 小名部郵便局から和文電報配達業務を移管。
- 1984年（昭和59年）2月1日 - 鉄道郵便受渡廃止[19]。
- 2007年（平成19年）10月1日 - 民営化に伴い、併設された郵便事業鶴岡支店鼠ヶ関集配センターに一部業務を移管。
- 2012年（平成24年）10月1日 - 日本郵便株式会社発足に伴い、郵便事業鶴岡支店鼠ヶ関集配センターを鼠ヶ関郵便局に統合。
- 2018年（平成30年）3月5日 - 集配業務を温海郵便局に移管、無集配局となる。

## 取扱内容
- 郵便、印紙、ゆうパック、内容証明
- 貯金、為替、振替、振込、国際送金、国債
- 生命保険、バイク自賠責保険
- ゆうちょ銀行ATM

## 風景印
- 表記は『山形鼠ヶ関』
- 図案は『庄内浜公園鼠ヶ関海岸弁天島』・名産『鯛』
- 使用開始日は1955年（昭和30年）2月15日

## 周辺
- 近世念珠関址
- 鼠ヶ関港
- 鼠ヶ関海水浴場
- 鼠ヶ関マリーナ
- 国道7号
- 国道345号

## アクセス
- JR羽越本線 鼠ケ関駅から北へ約200 m（徒歩約4分）
- 庄内交通バス 鼠ケ関駅前停留所、もしくは鼠ヶ関農協前停留所下車
- 駐車場あり：1台